# Meriones tamariscinus
Meriones tamariscinus là một loài động vật có vú trong họ Chuột, bộ Gặm nhấm. Loài này được Pallas mô tả năm 1773.